# Карл Адлер
Карл Адлер (* 31 березня 1865, м. Прага, Австрійська імперія — † 20 січня 1924; нім. Karl Adler) — професор цивільного права, ректор Чернівецького університету в 1909-1910 навчальному році.

## Біографічна довідка
Вищу освіту здобув у Віденському університеті.

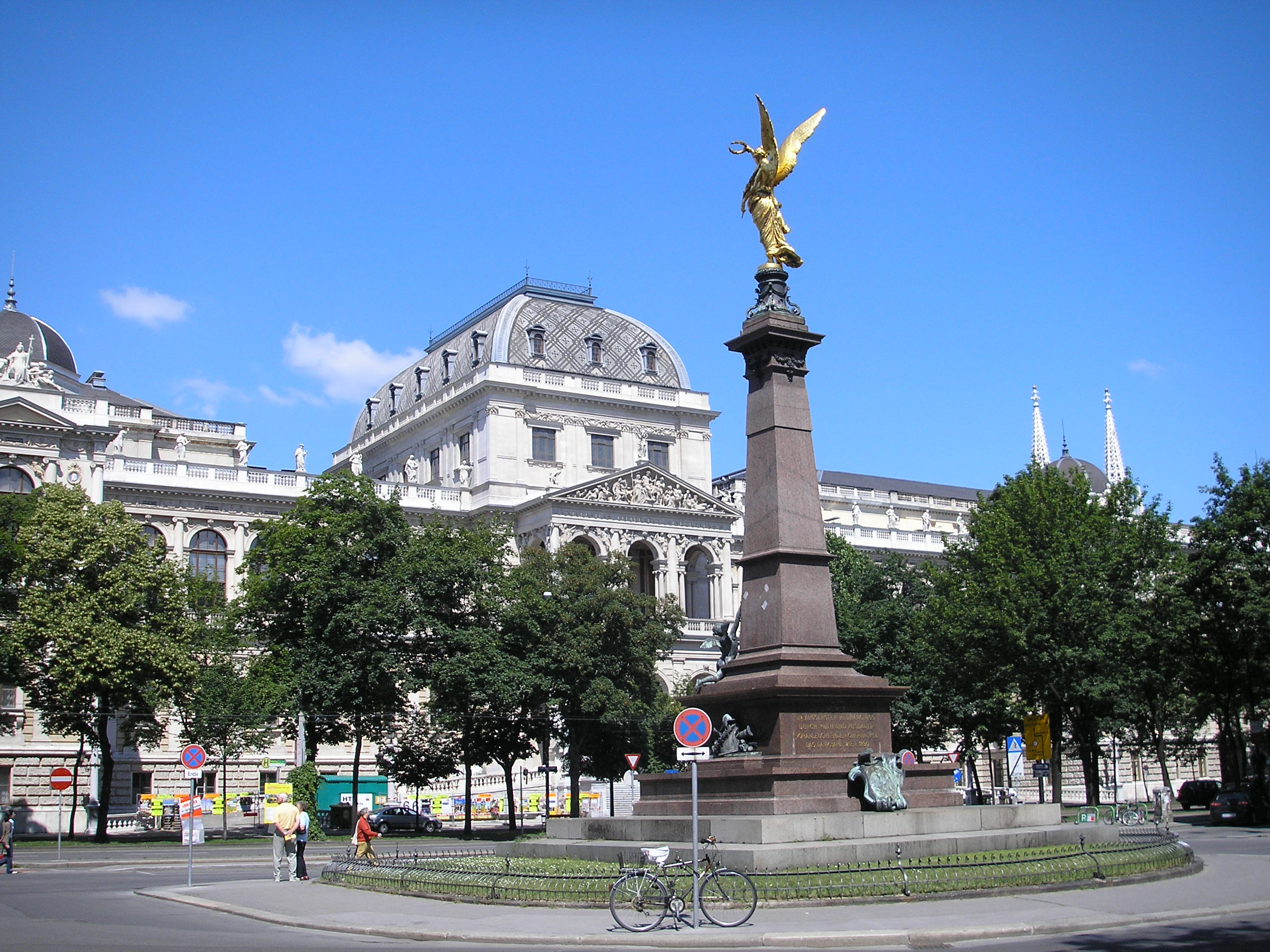
Головний корпус Віденського університету

Згодом захистив дисертацію, після чого присвятив своє життя педагогічній роботі — протягом 1890-1891 навчального року працював у Берлінському університеті.
З 1893 року Карл Адлер став працювати приват-доцентом з торгового та вексельного права у Віденському університеті.
У 1898 році переїжджає до Чернівців і починає працювати у Чернівецькому університеті на посаді професора цивільного права.
На 1909-1910 навчальний рік Карла Адлера обирають ректором Чернівецького університету.